# All-Star Superman
All-Star Superman – amerykańska seria komiksowa autorstwa Granta Morrisona (scenariusz) i Franka Quitely'ego (rysunki), wydana przez DC Comics od listopada 2005 do października 2008 roku. Składa się z 12 zeszytów. Celem autorów było zredukowanie postaci Supermana do ponadczasowych, najistotniejszych elementów. 
Polskie tłumaczenie serii (12 zeszytów w jednym zbiorczym tomie) ukazało się w lipcu 2012 r. nakładem wydawnictwa Mucha Comics.

## Fabuła zeszytów (w polskim wydaniu - rozdziałów)

### 1. Szybciej...
Misja profesora Leo Quintuma, mająca na celu badanie Słońca, jest zagrożona przez ukrywającego się wśród załogi klona Lexa Luthora. Superman w ostatniej chwili ratuje wszystkich badaczy, jednak w czasie akcji zostaje wystawiony na intensywne działanie promieni słonecznych. Profesor Quintum odkrywa, że spowodowało to u Człowieka ze Stali rozwój wielu nowych umiejętności, ale za cenę drastycznego skrócenia jego życia.

### 2. Tajne laboratorium Supermana
W obliczu zbliżającej się śmierci Superman decyduje się ujawnić Lois Lane, że on i Clark Kent są jedną i tą samą osobą. Informuje ją także, że wyprawa w pobliże Słońca ujawniła w nim nowe moce. Lois wyczuwa, że Superman nie mówi jej wszystkiego. Staje się jeszcze bardziej podejrzliwa, gdy Człowiek ze Stali zabiera ją do swojej Fortecy Samotności i nie pozwala jej zwiedzić jednego z pokoi.

### 3. Słodkich snów, Superwoman...
Superman przygotowuje dla Lois Lane specjalny prezent urodzinowy: serum, które na 24 godziny obdarzy ją mocami Człowieka ze Stali. Doskonale zapowiadający się dzień przerywa wizyta podróżujących w czasie bohaterów - Samsona i Atlasa - próbujących oczarować Lois.

### 4. Superman i Jimmy Olsen idą na wojnę
Jimmy Olsen na 24 godziny zastępuje profesora Quintuma w jego obowiązkach, aby napisać artykuł na ten temat. Wszystko idzie doskonale do momentu, gdy Superman, ratując Olsena, zostaje wystawiony na działanie czarnego kryptonitu.

### 5. Ewangelia według Lexa Luthora
Lex Luthor zostaje skazany na śmierć na krześle elektrycznym. Clark Kent odwiedza go w więzieniu na Wyspie Strykera, aby przeprowadzić wywiad z największym wrogiem Supermana.

### 6. Pogrzeb w Smallville
Po powrocie do rodzinnego Smallville Superman dowiaduje się, że jego ojciec wynajął trzech mężczyzn do pomocy przy żniwach. Wkrótce potem odkrywa, że wszyscy oni są członkami Oddziału Supermanów, pochodzącymi z przyszłości.

### 7. Być Bizarro
W pobliżu Ziemi pojawia się sześcienna planeta - świat Bizarro. Zamieszkujące go istoty lądują na Ziemi i atakują ludzi. Supermanowi udaje się odeprzeć atak, ale za wysoką cenę: po wylądowaniu w świecie Bizarro traci swoje moce i nie może wrócić na Ziemię o własnych siłach.

### 8. My robić na odwrót
Z pomocą Zibarro, jednego z mieszkańców świata Bizarro, Superman próbuje powrócić na Ziemię, nim będzie na to za późno.

### 9. Klątwa nowych Supermanów
W czasie nieobecności Supermana na Ziemi pojawiło się dwoje zaginionych mieszkańców Kryptona - Bar-El i Lilo. Wykorzystując moce, jakimi obdarzyło ich Słońce, zdecydowali się na odbudowanie kultury Kryptona na Ziemi.

### 10. Wieczność
Opis jednego z ostatnich dni życia Supermana, wypełnionego między innymi stworzeniem nowego Wszechświata i przeniesieniem mieszkańców Kandora na Marsa.

### 11. Dzień czerwonego słońca
Egzekucja Lexa Luthora okazuje się bezskuteczna: tuż przed nią wypił przygotowane przez siebie serum, dające mu na 24 godziny moce równe tym posiadanym przez Supermana. Atakuje Metropolis, pewny nieobecności Supermana (do walki z nim wysłał inteligentną gwiazdę, Solaris).

### 12. Superman In Excelsis
Superman rozprawia się z Luthorem i Solaris. Gwiazda zdołała jednak zatruć Słońce: ostatnim zadaniem Supermana staje się jego "naprawa". Po roku Superman nadal nie wraca z misji. Zakochana w nim Lois Lane, wierzy, że on żyje. Tymczasem profesor Quintum w tajnym laboratorium zapowiada, że zebrał wystarczająco dużo materiału, aby sklonować Supermana.

## Nagrody
Seria All-Star Superman została bardzo dobrze przyjęta przez czytelników i krytyków. Komiks zdobył Nagrody Eisnera w kategorii "Najlepsza nowa seria" w 2006 r. oraz w kategorii "Najlepsza kontynuowana seria" w latach 2007 i 2009. Otrzymał również Nagrody Harveya w kategoriach "Najlepszy rysownik" i "Najlepszy pojedynczy zeszyt" w 2008 r. W 2006 r. seria zdobyła Eagle Award za  "Ulubiony nowy komiks" i "Ulubioną okładkę" (za pierwszy zeszyt), a w 2007 r. - za "Ulubiony kolorowy komiks amerykański".